# A13 (motorväg, Italien)
A13 är en motorväg i Italien som går mellan Padova och Bologna.